# 1984 (roman)
Nittonhundraåttiofyra eller 1984: Nitton åttiofyra (originaltitel: Nineteen Eighty-Four) är en roman av den brittiske författaren och journalisten George Orwell, som skrevs 1948 och publicerades den 8 juni 1949.
Romanen handlar om ett samhälle styrt av en oligarkisk totalitär diktatur. Provinsen Flygbas 1 (före detta Storbritannien) i landet Oceanien är i ständigt krig, under konstant övervakning av regeringen, och med hjärnkontroll av allmänheten. Oceanien styrs av ett politiskt parti som går under namnet "Partiet". Individen är alltid underordnad staten, och det är delvis den filosofin som gör att Partiet kan manipulera och kontrollera människorna. I Sanningsministeriet är protagonisten Winston Smith en tjänsteman som ansvarar för att bevara Partiets propaganda genom att ändra historien för att visa att Partiet alltid har rätt och är allvetande. Hans torftiga tillvaro desillusionerar honom till den grad att han vill göra uppror mot Storebror, som är Partiets ledare. Från 1984 har vi bland annat fått uttrycket "Storebror ser dig" (Big Brother is watching you).
Sedan romanen publicerades 1949 har många av dess termer och koncept, som storebrorssamhälle, dubbeltänk, krimtänk och nyspråk samt minneslucka blivit samtida vardagsspråk. Därtill populariserade romanen adjektivet orwellska, som syftar till lögner, övervakning och manipulering av det förgångna för att föra en totalitär agenda. 
1984 anses vara 1900-talets mest kända engelskspråkiga roman och en av seklets största litterära klassiker. 1998 placerade Modern Library 1984 på plats 13 av de 100 bästa romanerna från 1900-talet.

## Handling
Huvudpersonen, Winston Smith, som är en tjänsteman inom det "allenarådande partiet – Partiet", bor i det framtida London. Han står inte ut med samhället som det är, och drömmer om frihet. Han motsätter sig Partiet, det enda parti som existerar i Oceanien, och blir dessutom kär i den unga Julia. Ingetdera tillåts dock av partiet och den så kallade tankepolisen, vilket innebär att han ständigt måste undgå att bli avslöjad.
Samhället Oceanien som huvudpersonen lever i är en totalitär stat i ständiga krig och i svår fattigdom. Fyra myndigheter som kallas Sanmin (sanningsministeriet), Fredmin (fredsministeriet), Kärmin (kärleksministeriet) och Välmin (välståndsministeriet) styr allting. Sanmin har hand om propagandan och lögner. Fredmin har hand om krigen som ständigt rasar. Kärmin har hand om ”lag och ordning” genom tortyr och tankepolisen. Välmin har hand om ekonomin, eller rättare sagt fattigdomen, som råder i Oceanien. Huvudpersonen, Winston Smith, jobbar på Sanmin.
Ministeriernas namn är exempel på nyspråk, ett språk särskilt framtaget för att minska individens förmåga att tänka fritt och kritiskt. Språket beskrivs ingående i ett appendix till romanen och där beskrivs att syftet med det är att medborgarna inte ska kunna tänka kritiskt eftersom det inte är möjligt i språket.
Invånarna i Oceanien övervakas minutiöst och tvingas ständigt lyssna på propaganda, bland annat genom en apparat i varje hem kallad teleskärm. Denna teleskärm har uppenbara likheter med en TV med skillnaden att den även övervakar samtidigt, samt att den ständigt är påslagen. Likriktningen innebär att alla medborgare bär uniform i form av likadana blå overaller, utom partifunktionärer, som har svarta overaller.

## Bakgrund
Denna dystopi skrevs i skuggan av andra världskriget. Romanen utspelar sig i en tänkt framtid där världen gått igenom ännu ett världskrig och som därför behärskas totalt av konkurrerande totalitära stater. Företeelser som krigshets, statsterrorism, propaganda, indoktrinering, relativism, revisionism, tortyr, personkult, en nomenklatura, Stalins deporteringar och Hitlerjugend känns lätt igen från sina förebilder i den verkliga historien. Romanen blev i viss mån föremål för magiskt tänkande då man på sina håll trodde att året 1984 skulle bli en ödesdiger vändpunkt i världshistorien.
Orwell fick uppslaget till romanen 1944 och skrev den största delen av den på den skotska ön Jura åren 1947–1948, trots sin allvarliga tuberkulos. Den 4 december 1948 skickade han sitt sista utkast till Secker and Warburg som publicerade romanen den 8 juni 1949. År 1989 hade den översatts till fler än 65 språk, vid den tiden det största antalet översättningar för någon roman.
Romanen har blivit välkänd och får räknas som en klassiker vars innehåll även de känner till, som inte har läst den. Romanens titel, dess tid, begreppet nyspråk, och författarens efternamn har blivit ordstäv för att integriteten förlorats till staten, och adjektivet orwellska betecknar totalitära tankar och att kontrollera och underkuva människor. Nyspråk, den förändring av det engelska språket som staten driver igenom i romanen, ger olika betydelser till saker genom att referera till sluten istället för deras betydelse. Fredsministeriet (minifred) arbetar med krig och kärleksministeriet (minilek) med tortyr. Ministerierna försöker dock, i alla fall enligt sin propaganda, att uppnå det målet: fred genom krig, och kärlek till Storebror genom hjärntvätt och tortyr.
1984 har, då och då, antingen förbjudits eller ifrågasatts som intellektuellt farlig för allmänheten, liksom verken Du sköna nya värld (1932), av Aldous Huxley, Vi (1924), av Jevgenij Zamjatin, Kallocain (1940), av Karin Boye och Fahrenheit 451 (1951), av Ray Bradbury samt Och världen skälvde (1957) av Ayn Rand. År 2005 tog tidningen Time med romanen i sin lista över de 100 bästa engelskspråkiga romanerna sedan 1923. Vi av Jevgenij Zamjatin anses ha inspirerat 1984.

## Titel
Orwell ville först att romanen skulle heta The Last Man in Europe, men han skrev, åtta månader innan den publicerades, den 22 oktober 1948, till förläggaren Fredric Warburg, att han tvekade mellan The Last Man in Europe och 1984. ”yet Warburg suggested changing the Man title to one more commercial.” Det finns flera anledningar till detta: 100 år sedan socialistiska tankesmedjan Fabianerna grundades, eller till romanerna The Iron Heel (1908) av Jack London, eller The Napoleon of Notting Hill (1904) av G. K. Chesterton, som båda utspelar sig 1984, eller till dikten "End of the Century, 1984" av Eileen O'Shaughnessy, hans första hustru.
I sin roman 1985 från 1978 föreslår Anthony Burgess att Orwell, desillusionerad av kalla krigets början, hade för avsikt att kalla romanen 1948. Penguin Books inledning till romanen menar att Orwell först förlade handlingen till 1948, men det förlängda författandet ledde till att han döpte om den, först till 1982, sedan till 1984, då det är en invertering av 1948.

## Huvudpersoner
Winston Smith är en intelligent och cynisk person. Han har ingen framtidstro och lever i fruktan för ledningen av det samhälle som han hatar, då han aldrig har hört om något annat sätt att leva. Han vill tjäna sanningen som han, till skillnad från de andra, ser som det enda rätta.
Julia är ung och upprorisk. Hon är inte så intelligent eller högtravande som Winston. Hon trotsar partiet av andra orsaker än Winston. Hon anser att partiet försöker ta ifrån henne hennes frihet och lycka. Julia är mer av en rebell som försöker leva i nuet. Det enda Julia och Winston egentligen har gemensamt är behovet av närhet samt hatet mot partiet.

## Begrepp i romanen
- Dubbeltänk (doublethink) innebär att kunna hålla två motsägande trossatser i huvudet samtidigt och att dessutom acceptera båda som sanna, att kunna ljuga medvetet och ändå vara fullständigt övertygad om att man talar sanning.
- Krimtänk (crimethink) är en tanke som är kriminell. Det behöver inte vara något som man medvetet tänker. Det kan vara något man av misstag uttrycker i sömnen.
- Nyspråk (newspeak) är ett språk som utvecklas med syfte att begränsa individens tankeutrymme.

### Partiets slagord
”Krig är fred.
Frihet är slaveri.
Okunnighet är styrka.”

## Mottagande
Samma år som romanen gavs ut, 1949, skrev The New York Times en mycket positiv recension av romanen. Romanen kallades "den mest samtida romanen det året, och vem vet hur många tidigare och kommande". Vidare skriver man att ingen roman från den generationen hade givit upphov till större önskan för frihet och större hat mot tyranni. När den jämförs med andra böcker, bland annat Orwells tidigare roman Djurfarmen, menar man att det finns en viktig skillnad: de andra böckerna är satiriska, vilket den här romanen saknar; det finns inget att skratta åt, enbart att förfäras åt. "1984 är ett verk av ren skräck, och skräcken är omedelbart slående".
Science fiction-författaren Isaac Asimov skrev en negativ recension av 1984 under 1980-talet då året 1984 närmade sig. Asimov menar att 1984 mer är en personlig kamp mellan Orwell och stalinism än en förutsägelse om framtiden. Han menar vidare att han inte hade tillräcklig kunskap inom science fiction för att kunna förutse en rimlig framtid, och att romanen inte över huvud taget överensstämmer med 1980-talet.
Författaren Anthony Burgess har kallat 1984 för "en apokalyptisk kodex med våra värsta farhågor". Milan Kundera och den inflytelserika litteraturkritikern Harold Bloom har båda hävdat att det egentligen är en dålig roman med tunna karaktärer, enformigt språk och en osannolik intrig, men inte bestridit romanens stora betydelse.

## Kulturell påverkan

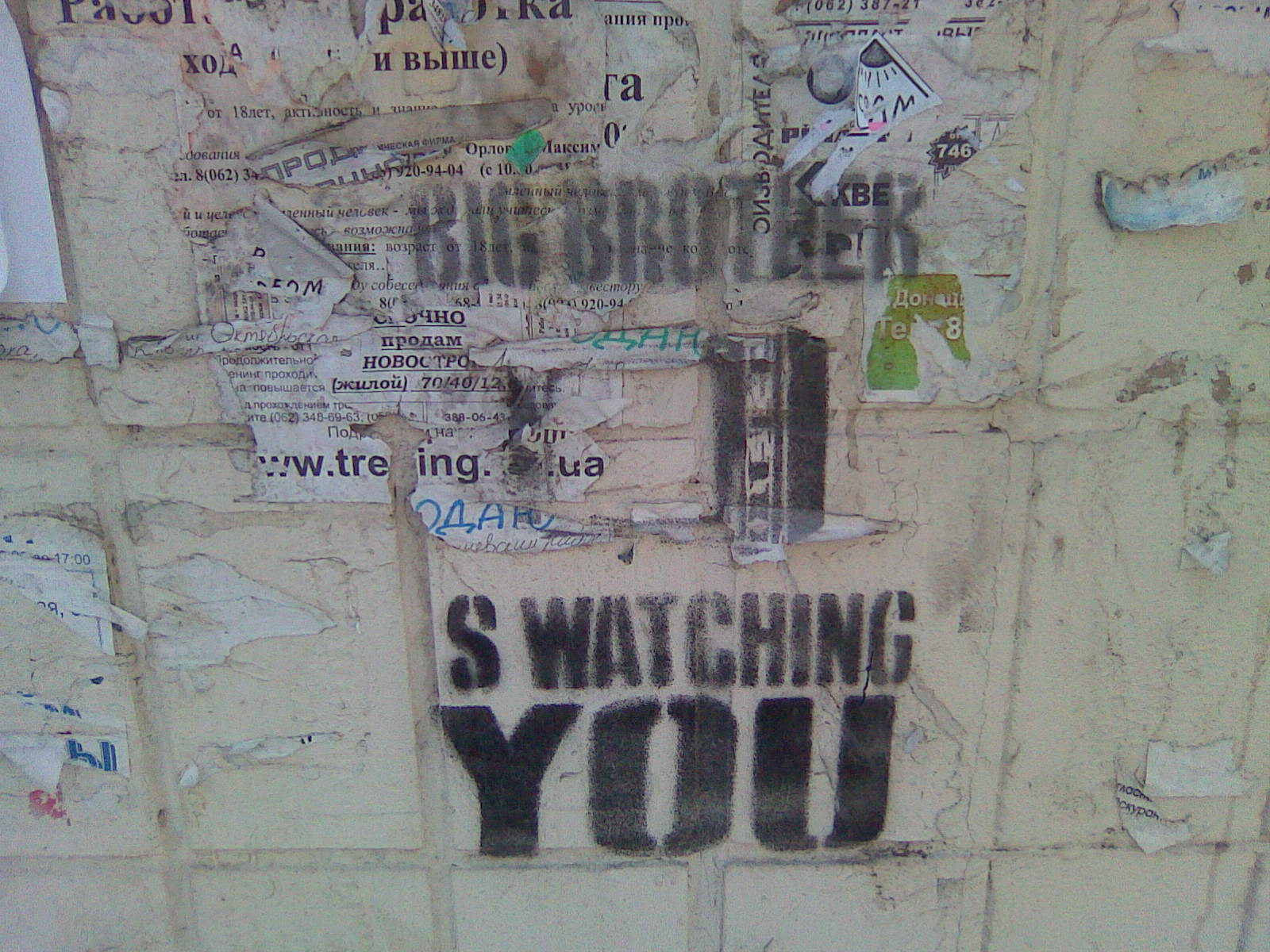
Vägg på en industribyggnad i Donetsk, Ukraina.

1984 har haft ett mycket stort kulturellt inflytande. Adaptioner har gjorts till film, tv, radio, teater, opera och ballet och den har influerat romaner, filmer, teaterpjäser, tv-program, serietidningar, musikalbum, reklam, tal, valkampanjer och uppror. Orwells fraser är välkända även för många som aldrig har läst romanen.
1984:s effekter på det engelska språket är stora. Koncepten storebrorssamhälle, rum 101, tankepolisen, krimtänk, operson, minneshål, dubbeltänk och nyspråk har blivit vanliga fraser som betecknar totalitär auktoritet. Dubbelspråk och grupptänk är båda varianter av dubbeltänk, medan adjektivet orwellska betecknar eufemistiskt språkbruk som beskriver verkligheten i förskönande syfte för att kamouflera ordets egentliga innebörd. Bruket att avsluta ord med "-speak" har tagits från romanen.
Orwell är ständigt förknippad med året 1984. I juli 1984 upptäcktes asteroiden 11020 Orwell, och uppkallades efter honom.